# Mentes Perigosas: O Psicopata Mora ao Lado
Mentes Perigosas: O Psicopata Mora ao Lado é um livro da psiquiatra e escritora Ana Beatriz Barbosa Silva, lançado em 2008. O livro trata da caracterização dos psicopatas e os danos que causam às demais pessoas. Foi o segundo livro mais vendido no Brasil na categoria não ficção em 2009, conforme a Revista Veja.

## Sinopse
É um livro que discorre sobre pessoas frias, manipuladoras, transgressoras de regras sociais, sem consciência e desprovidas de sentimento de compaixão ou culpa. A obra procura mostrar ainda que essas pessoas geralmente estão infiltradas nos setores sociais, como homens, mulheres, de qualquer raça, credo ou nível social. Trabalham, estudam, fazem carreiras, se casam, têm filhos, mas podem não ser como a maioria da população.